# Ana Pomares Martínez
Ana Pomares (Alacant, 24 d'abril de 1991) és una escriptora valenciana. És autora de diverses novel·les infantils i juvenils escrites en valencià i en castellà.
És guanyadora del Premi «Contarella» de l'ajuntament d'Alacant (Alacant, 2002), cinc vegades del Premi del "Concurso Literario Provincial Grupo Leo-Editorial Aguaclara" (del 2003 al 2007) i el primer accèsit en el "Concurso Nacional de Poesía Gloria Fuertes" (España, 2003). És llicenciada en Filologia Hispànica i Filologia Catalana.
Als 16 anys, va publicar el llibre Perquè eres la meua amiga, el qual va ser utilitzat com a llibre de referència al doctorat La anorexia en la narrativa española 1994-2008, de la professora nord-americana Beth Butler.

## Llibres publicats[5]
- El jardí de les papallones
- Nube de palabras, lluvia de cuentos
- Els wonwings
- Perquè eres la meua amiga
- Play Destiny, juguem?
- Bichos sin Fronteras
- Generació Alada